# Ludwig von Siegen (bispo)
Ludwig von Siegen, OFM (falecido a 13 de fevereiro de 1508) foi um prelado católico romano que serviu como bispo auxiliar de Hildesheim (1502–1508) e bispo auxiliar de Minden de 1502 a 1508.
Foi ordenado sacerdote na Ordem dos Frades Menores. No dia 20 de maio de 1502, foi nomeado durante o papado de Alexandre VI como Bispo Auxiliar de Hildesheim, Bispo Auxiliar de Minden e Bispo Titular de Missene. Serviu como Bispo Auxiliar de Hildesheim e Bispo Auxiliar de Minden até à sua morte a 13 de fevereiro de 1508.